# Xu Zizhi Tongjian Changbian
Le Xu Zizhi Tongjian Changbian (續資治通鑑長編) est un recueil historique écrit par Li Tao au XIIe siècle et retraçant l'histoire de la Chine à l'époque des Song du Nord.
Comme d'autres ouvrages, le  Xu Zizhi Tongjian Changbian doit son titre au Zizhi Tongjian. Il signifie « Longue ébauche de la continuation du Zizhi Tongjian », le terme Zizhi Tongjian pouvant lui-même se traduire approximativement en « Miroir très complet destiné à l'aide aux gouvernants ». Ce titre explicitait la fonction réelle de l'ouvrage, destiné à servir aux futurs dirigeants de l'empire en leur présentant les erreurs du passé à ne pas commettre et la sagesse des dirigeants des époques anciennes.